# 세키야마촌
세키야마촌(関山村)은 니가타현 나카쿠비키군에 있던 촌이다. 

## 역사
- 1889년 4월 1일 - 정촌제 시행에 수반해 나카쿠비키군 세키야마촌이 단독으로 촌제를 시행해 성립하였다.
- 1955년 3월 31일 -  오시카촌, 도요아시촌, 하라도리촌과 합병해 묘코촌이 되어 소멸하였다.

## 참고문헌
- 『市町村名変遷辞典』東京堂出版、1990年。